# Estrellas de Buenos Aires
Estrellas de Buenos Aires es una película en blanco y negro de Argentina dirigida por Kurt Land sobre el guion de Carlos A. Petit que se estrenó el 19 de julio de 1956 y que tuvo como protagonistas a Pepe Arias, Maruja Montes, Juan Verdaguer y Alfredo Barbieri. También colaboró Rafael García en la coreografía.

## Sinopsis
El hijo de un empresario es fuertemente atraído por una corista de revista porteña.

## Reparto
- Pepe Arias
- Maruja Montes
- Juan Verdaguer
- Alfredo Barbieri
- Don Pelele
- Pedro Quartucci
- Thelma del Río
- Nené Cao
- Alba Solís
- Oscar Valicelli
- Elena Lucena
- Roberto García Ramos
- Héctor Rivera
- Lalo Malcolm
- Gloria Ferrandiz
- Antonia Herrero
- Carlos Estrada
- Mireya Zuliani
- Mario Césari
- Jorge Villoldo
- Celia Geraldy
- Arturo Arcari
- Renata Panadés
- Toni Zoca
- Gloria Campos
- Rodolfo Nelson
- Pety Petcoff

## Comentarios
Crítica dijo:

”Kurt Land ha cumplido la simple tarea de filmar el espectáculo teatral en su propio medio, prescindiendo de los recursos reales del cine.”

Por su parte, Manrupe y Portela escriben:

”Filmada en forma elemental, es sin embargo un testimonio notable de cine antiperonista y reflejo de la revista porteña de la época. El famoso monólogo ‘el último afiliado’ con Pepe Arias es históricos. Los números están tomados del espectáculo de revista ‘’Los caballeros prefieren la de El Nacional’’ (agosto de 1955).”